# Bernard-Marie Koltès
Bernard-Marie Koltès (Metz, 1948 - París, 1989) fou un dramaturg francès. Les seves obres es representen constantment arreu del món. Malgrat la seva curta vida, tant biològica com artística, ha acabat esdevenint un clàssic contemporani. Va estudiar al Théâtre National de Strasbourg entre 1970-72, al departament de Direcció Escènica. Són conegudes les posades en escena de les seves obres pel director de fama internacional Patrice Chéreau. També té publicada una novel·la La fuite à cheval très loin dans la ville (1984).

## Obra dramàtica
- L'amargor, 1970
- The March, 1970
- El Patrimoni, 1972
- Contes morts. Un somni perdut, 1973
- Sallinger, 1977
- Nit just abans dels boscos, 1977 (Ed. Minuit, París 1988)
- Negre i gos, 1979
- West Wharf, 1985
- En la solitud dels camps de cotó, 1985
- De tornada al desert, 1988
- Roberto Zucco, 1988

## Traduccions al català
En català s'ha traduït i dut a l'escena gran part del teatre de Koltès.
- La nit just abans dels boscos. Traducció de Sergi Belbel.
- En la solitud dels camps de cotó. Traducció de Sergi Belbel.
- Combat de negre i de gossos. Traducció de Blai Bonet i Sergi Belbel.
- Moll oest. Traducció de Sergi Belbel
- El retorn al desert. Traducció de Carme Portaceli.
- Roberto Zucco. Traducció de Maurici Ferré